# 雷克瑟姆交换站
雷克瑟姆交换站（英文全称：Wrexham Exchange railway station，英文简称：Wrexham Exchange），初始站名是雷克瑟姆站（英文全称：Wrexham railway station），是一座位于今英国威尔士雷克瑟姆郡自治市雷克斯漢姆的火车站，现已并入旁边的雷克瑟姆火车总站，成为雷克瑟姆火车总站4站台。

## 历史
本站启用于1866年5月1日，初始站名是雷克瑟姆站（英文全称：Wrexham railway station），初始所有单位是雷克瑟姆、莫尔德和康纳码头铁路。截至雷克瑟姆、莫尔德和康纳码头铁路被大中央铁路收购之时，已有经本站连通当时属威尔士铁路公司的雷克瑟姆中央车站的铁路线路。因英国1921年铁路法案整合英国中小型铁路公司，本站及所属单位并入伦敦及东北铁路，使得该站成为伦敦及东北铁路在威尔士的少数车站之一。1981年并入雷克瑟姆火车总站。伦敦及东北铁路后于1948年1月1日并入当时新成立的英国国有垄断铁路公司英国铁路，本站所有单位随之变为英国铁路直至并入旁边的雷克瑟姆火车总站。在1951年6月18日站名改为雷克瑟姆交换站（英文全称：Wrexham Exchange railway station，英文简称：Wrexham Exchange）”这一站名。1981年6月1日，雷克瑟姆交换站并入旁边的雷克瑟姆火车总站，成为雷克瑟姆火车总站4站台。

## 已停用站台
本站两座站台中的一座于1973年8月起停止客运使用，之后站台从未做常规使用，2008年时改为雷克瑟姆、什罗普郡和马里波恩铁路有限公司内部职工停车场。

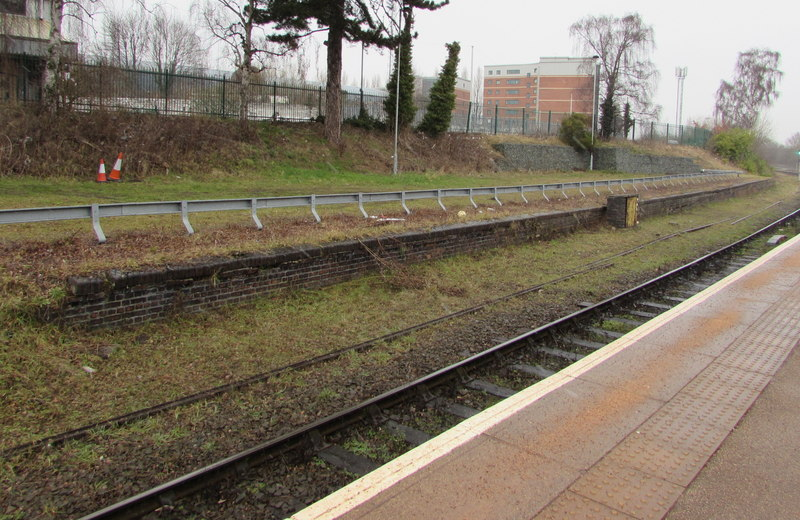
2018年2月6日时的本站已停用站台